# Valle del Fersinone
La Valle del Fersinone è una vallata umbra situata tra le province di Perugia e Terni. Si può definire una gola-valle. Questa piccola e profonda area è solcata dal torrente Fersinone. Si congiunge alla Valnestore poco prima dell'abitato di Morcella, con un'estensione di 167 km². Il corso del torrente si snoda nei comuni di Parrano, San Venanzo e Marsciano.

## Caratteristiche
È una valle che assomiglia piuttosto ad un piccolo canyon, che il Fersinone scava da millenni. La pianura è limitata fortemente solo a pochi metri di distanza dal letto del torrente. L'agricoltura è scarsamente praticata in questa zona, anche perché ci sono tanti punti in cui la valle è ricca di macchia mediterranea.
Nei pressi di Poggio Aquilone e Migliano sono stati rinvenuti resti appartenenti al Neolitico, e si pensa che quest'area sia tra le prime in centro Italia ad essere colonizzata dall'homo sapiens. Lungo il corso del Fersinone sono inoltre rinvenuti resti vulcanici.

### Flora
Le specie vegetali più diffuse sono:
- Pioppo
- Elce
- Rovo
- Ginepro
- Faggio
- Quercia

### Fauna
Inoltre la piccola valle ospita innumerevoli specie selvagge e le specie più "popolose" sono il Cinghiale, la Lepre ed il Daino. 

#### Fauna Ittica
Le maggiori specie ittiche presenti nel torrente sono:
- Lasca
- Cavedano
- Granchio di fiume
- Lattarina
- Trota fario.